# Racconti d'estate
Racconti d'estate è un film del 1958 diretto da Gianni Franciolini.

## Trama
Nel golfo del Tigullio, in una movimentata estate intorno alla fine degli anni cinquanta, varie vicende s'intrecciano, con i rispettivi personaggi e le loro storie più disparate. È qui che uomini e donne tormentati dalla necessità di denaro, cercano di approfittare di situazioni, almeno all'apparenza favorevoli, per risolvere i loro problemi, tutti accomunati dal medesimo epilogo: il fallimento.

Fefè, Aristarco e Ada

Tra queste vicende, quella di Aristarco Battistini, squattrinato amante nonché amministratore di una famosa cantante lirica, Ada Gallotti, dall'aspetto tutt'altro che avvenente, a differenza delle belle turiste che animano la vita della riviera. Ed è proprio qui che la cantante e il suo fidanzato vanno a soggiornare per ritemprarsi delle fatiche delle numerose tournée dell'artista.
Per Aristarco la vacanza procede nella monotonia più totale, sempre e soltanto chiamato ad occuparsi della cantante (i cui spostamenti sono resi difficoltosi dalla mole) e ad assecondarne i capricci e le esigenze. L'uomo decide così di riconquistare la libertà assicurandosi anche un tornaconto economico: i beni della donna. La fortunata occasione che spinge però Aristarco a realizzare il suo piano è l'incontro, durante la vacanza, con Jacqueline, bella turista francese e sua vecchia fiamma che nel rivederlo rimane affascinata dalla convinzione che egli sia un ricco giramondo di successo.

Ada e Aristarco

Ma il destino avverso è in agguato e prende le sembianze della mamma di Ada. Infatti, proprio nel momento in cui Aristarco e l'amico avvocato stanno per ottenere la firma della cantante sull'atto di cessione della sua enorme tenuta in Toscana, la madre della donna le telefona, e impone una clausola sul contratto: Aristarco potrà disporre del bene soltanto dopo aver sposato Ada. Deluso e rassegnato, Aristarco sposa Ada e dice così addio ai suoi veri "sogni di gloria".

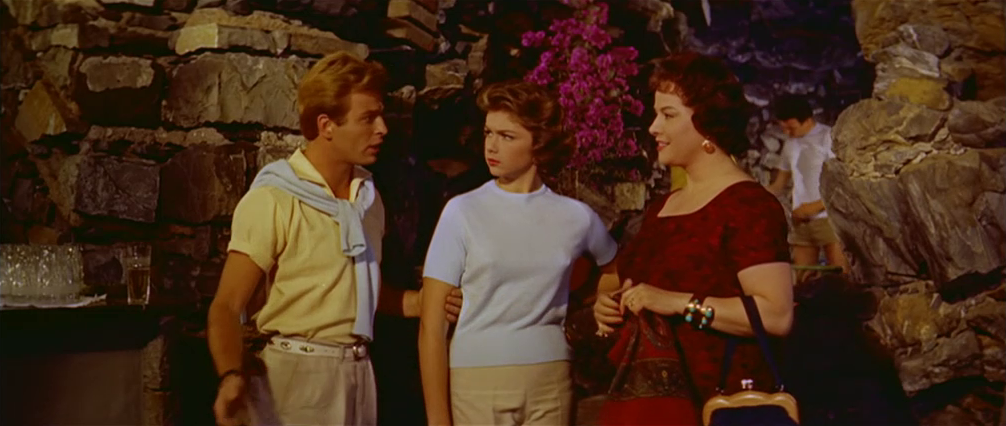
Walter, Lina e Clara

Frattanto, in quegli stessi luoghi, si svolge anche un'altra storia, quella di Walter, accompagnatore di turisti "arrangiato", Clara e la figlia Lina. Il disoccupato ed indebitato Walter, s'impegna a tallonare con modi garbati e mille attenzioni la facoltosa signora, per conquistare la sua fiducia e convincerla a concedergli un prestito. Prestito che però il giovane, totalmente al verde, non può restituire. Lina ha capito bene il piano di Walter e lo affronta intimandogli di non frequentare più sua madre per evitarle cocenti delusioni.

Dorina e Romualdo

La provocante ma annoiata Dorina è alla perenne ricerca di compagnia maschile, riconoscendo (o facendo finta di riconoscere) in bei ragazzi, possibilmente ricchi, vecchie conoscenze. Dopo una sfortunata avventura con un attore di fotoromanzi, finisce per amare un semplice bagnino, scambiato per un proprietario di yacht.

Giulio, Renata e Sandro

Altra storia quella di Sandro, marito di Renata ed in serie difficoltà economiche per via dei problemi nella sua attività di imprenditore. Renata viene ospitata dal commendator Ferrari per un periodo di vacanza a Rapallo. Ma le attenzioni che il ricco magnate rivolge alla moglie dell'amico Sandro si fanno sempre più pressanti, sino a quando la povera Renata non capisce la verità: di essere cioè stata usata dal marito per rendere accondiscendente il signor Ferrari ed indurlo ad aiutarlo nella sua attività economica. La decisa reazione della donna, decisa a vendicare lo scorno, però, non si farà attendere.

Marcello e Micheline

Marcello Mazzoni è un ispettore che sta scortando una detenuta francese alla frontiera, affinché sia processata per furto a Marsiglia. Mazzoni è tuttavia un ispettore particolare, dal carattere aperto e spontaneo al punto da farlo apparire spesso goffo, che non ama particolarmente il suo lavoro ed i rigidi protocolli che lo caratterizzano. Questo lo porta a prendere in simpatia e a socializzare con la donna fino al punto da innamorarsene e pensare di fuggire via con lei. Rimarrà però soltanto un sogno, ma resta la possibilità di rivederla, dopo qualche anno, alla sua uscita dal carcere.

## Produzione
Le riprese furono effettuate tra giugno e agosto del 1958 nel golfo del Tigullio, tra Rapallo e Portofino.

## Critica
(Leo Pestelli su La Stampa del 19 dicembre 1958)